# Педро Амат
Педро Амат (ісп. Pedro Amat, 13 липня 1940) — іспанський хокеїст на траві.
Бронзовий призер Олімпійських Ігор 1960 року.